# Вооружённый отряд Мюсюслю

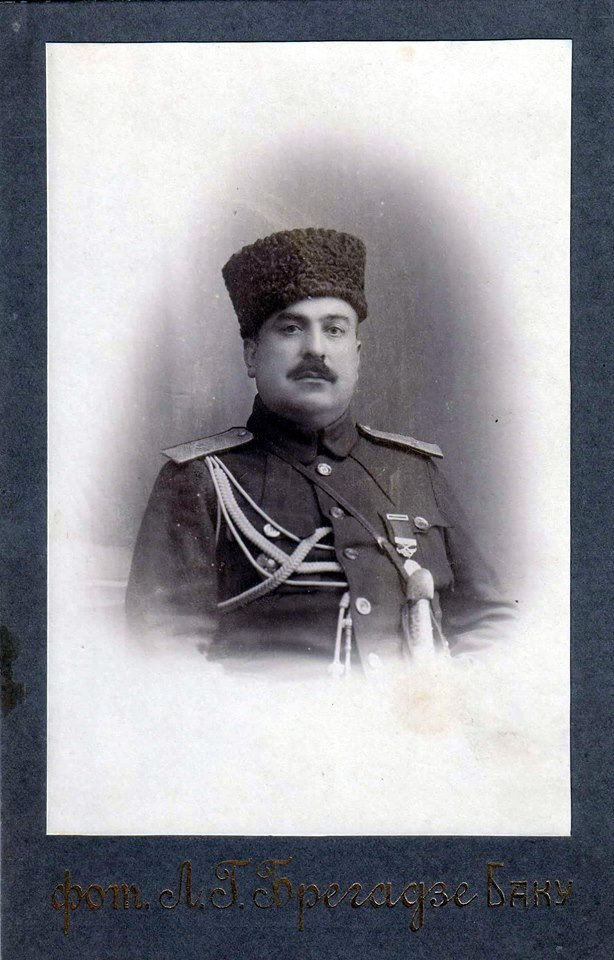
Габиб бек Салимов

Национальная военная часть и подразделения, занявшие позиции в июне 1918 года около станции Мюсюслю против сил I Кавказского красного корпуса, состоявшего из дашнако-большевистских группировок Баксовнаркома, которые продвигались к Гяндже для ликвидации Азербайджанской Демократической Республики.

## Организация
Их основу составляли азербайджанские части и подразделения, созданные в составе Мусульманского корпуса. В то время как усиливалась атака дашнако-большевистских группировок на Гянджу, начальник штаба Кавказской исламской армии Назим бей 14 июня 1918 года прибыл к станции Мюсюслю и принял под личное командование находившиеся здесь национальные части и подразделения. 27 июня 1918 года Назим бей был призван в Гянджу. Военные части и подразделения у Мюсюслю были объединены под единым командованием и получили название отряд Мюсюслю. По приказу командующего Кавказской исламской армией полковник-лейтенант Габиб бек Салимов был назначен командующим данным отрядом. В состав отряда были включены следующие азербайджанские части и подразделения:
- I и II роты 1-го Татарского конного полка
- II роты 2-го Кавалерийского подразделения
- Гараязинское конно-пешее подразделение
- Пулеметная рота
- Бронированный поезд
- Полевая артиллерийская батарея
- Телеграфный взвод
- Гейчайская солдатская рота

## Боевой путь
Против отряда Мюсюслю был создан отряд, состоящий из 1-й бригады I Кавказского красного дашнако-большевистского корпуса и личного состава школы инструктажа. У большевиков также имелся бронированный поезд.
2 июля 1918 года против отряда Мюсюслю также был привлечен отряд Л.Бичерахова, которому было передано командование фронтом. Отряд Мюсюслю принял участие в 3 боях: 18—29 июня на линии Мюсюслю-Гарамарьям, 5—10 июля около Кюрдамира и 12—14 июля около станции Каррар. В зависимости от машстаба боев отряд укреплялся, как турецкими вооруженными силами, так и добровольческими азербайджанскими отрядами. Например, в ходе Кюрдамирских боев по приказу Нури паши к отрядю Мюсюслю были привлечены отряды, расположенные в Агдаше и Халдане, а также Казахский отряд, состоявший из 350 невооруженных бойцов.
16 июля 1918 года на базе отряда Мюсюслю была создана Южная группировка, а отряд Мюсюслю — распущен.